# メリー・クリスマス・ショー
『メリー・クリスマス・ショー』（Merry X'mas Show）は、1986年と1987年の12月24日に日本テレビ系列（NNS）で放送され、サザンオールスターズの桑田佳祐が企画・出演した音楽番組。

## 概要
吉川晃司が桑田佳祐にアイデアを持ちかけ、桑田が中心となり、当時としてはテレビでほとんど見られないミュージシャンが一堂に会して放送されたクリスマス限定の特別番組。
吉川が呑みの席で桑田に「たくさんミュージシャンを集められるのは桑田さんしかいない」「今の音楽シーンがつまらないのは、ある意味あなた方にも責任があるんじゃないの?」と挑発し、桑田が「ガキのくせにこのボケ!」と返してケンカになったが、朝まで話し込んで「よっしゃ考えてみる」という桑田の話で始まったもの。
当初は2人を中心に運営したが、吉川はBOØWYや米米CLUBなどの若いバンドに声をかけた程度で働かないので、ほぼ桑田がやったという。またクレジットはされていないが、山下達郎が番組を作るうえでのアイデアや楽譜書きなど協力を行なっている（山下本人の出演は無い）。
この番組のために書かれた楽曲「Kissin' Christmas (クリスマスだからじゃない)」は、作詞・松任谷由実、作曲・桑田佳祐、編曲・KUWATA BANDという組合せで制作された。
番組の最後に、この曲が出演者全員で歌われた。同曲は番組内で「レコードにはしない」と宣言されたために、有線放送およびFMラジオ放送用のプロモレコードとして音源化されてはいるものの、レコード化、CD化はされていなかったが、桑田が全編を歌うバージョンが、2012年7月18日発売の桑田のベスト・アルバム「I LOVE YOU -now & forever-」に初収録されることになった。

## 番組内容

### 1986年
- 放送は19:00 - 20:54だが、当時NNSフルネット局が未開局で日本テレビとクロスネットしていたテレビ長崎・鹿児島テレビ（フジテレビ系列）は、裏番組の『めぞん一刻』を30分先行放送するため（本来のネット番組である『ドラゴンボール』は別の時間帯に時差放送）19:30に飛び乗りしていた。
- 東京・青山の某所から生放送していた（番組内ではどこから放送しているかに関しては明かされていない）。

スタジオ出演
明石家さんま（司会）、KUWATA BAND（桑田佳祐・河内淳一・今野多久郎・琢磨仁・小島良喜・松田弘）、松任谷由実、泉谷しげる、アン・ルイス、中村雅俊、吉川晃司、ARB、鮎川誠、原由子、トミー・スナイダー、小林克也
VTR出演
チェッカーズ、忌野清志郎、THE ALFEE、DEKAPAN（依田稔）、鈴木雅之、BOØWY、SUE CREAM SUE、山下洋輔、三宅裕司、小倉久寛、スーパー・エキセントリック・シアター
| 曲順 | タイトル                                                 | 出演者 | オリジナル曲 （作詞/作曲）                                                                                          | 内容 |
| 曲順 | タイトル                                                 | 編曲 | オリジナル曲 （作詞/作曲）                                                                                          | 内容 |
| 1    | Come Together                                            | 全員 | カム・トゥゲザー（レノン＝マッカートニー）                                                                          | 番組のオープニング。ビートルズ後期のジョン・レノン作の曲。出演者全員が1曲をメドレー形式にてつないで歌っている。 |
| 1    | Come Together                                            | KUWATA BAND | カム・トゥゲザー（レノン＝マッカートニー）                                                                          | 番組のオープニング。ビートルズ後期のジョン・レノン作の曲。出演者全員が1曲をメドレー形式にてつないで歌っている。 |
| 2    | MERRY X'MAS IN SUMMER 〜 I Saw Mommy Kissing Santa Claus | KUWATA BAND、アンルイス、松任谷由実、原由子、中村雅俊、泉谷しげる、鮎川誠、ARB、吉川晃司、トミー･スナイダー      | MERRY X'MAS IN SUMMER（桑田佳祐） ジングルベル（ジェームズ・ピアポント） ママがサンタにキッスした（トミー・コナー） | 「MERRY X'MAS IN SUMMER」の間奏部分に「ジングル・ベル」を演奏、その後「ママがサンタにキッスした」を歌い、その曲中に桑田がスタジオに来たメンバーを紹介していった。                                                                              |
| 2    | MERRY X'MAS IN SUMMER 〜 I Saw Mommy Kissing Santa Claus | KUWATA BAND | MERRY X'MAS IN SUMMER（桑田佳祐） ジングルベル（ジェームズ・ピアポント） ママがサンタにキッスした（トミー・コナー） | 「MERRY X'MAS IN SUMMER」の間奏部分に「ジングル・ベル」を演奏、その後「ママがサンタにキッスした」を歌い、その曲中に桑田がスタジオに来たメンバーを紹介していった。                                                                              |
| 3    | Telegram Sam                                             | ロッケストラ （KUWATA BAND、アン・ルイス、吉川晃司、BOØWY、高見沢俊彦、鮎川誠 、DEKAPAN(依田稔)、SUE CREAM SUE） | テレグラム・サム（マーク・ボラン）                                                                                  | T・レックスのヒット曲を、ヴォーカル4人+コーラス3人+ギター5人+ベース2名+ドラム2名+キーボード1名+パーカッション1名という総勢18名のスペシャルバンドを結成し披露。                                                                                 |
| 3    | Telegram Sam                                             | （表記無し） | テレグラム・サム（マーク・ボラン）                                                                                  | T・レックスのヒット曲を、ヴォーカル4人+コーラス3人+ギター5人+ベース2名+ドラム2名+キーボード1名+パーカッション1名という総勢18名のスペシャルバンドを結成し披露。                                                                                 |
| 4    | 赤鼻のトナカイ                                           | 泉谷しげる、チェッカーズ                                                                                         | 赤鼻のトナカイ（ジョニー・マークス）                                                                                | 新田宣夫の日本訳詞バージョンで披露。泉谷は、ほぼメロディーを無視。 |
| 5    | 達者でナ                                                 | 中村雅俊、小倉久寛、三宅祐司、スーパー・エキセントリック・シアター 、河内淳一                                    | 達者でナ（横井弘/中野忠晴）                                                                                         | 三橋美智也の代表曲を、盆踊りをイメージしたステージセットにて中村が熱唱。間奏部分では、小倉がラップに挑戦。 |
| 5    | 達者でナ                                                 | 河内淳一 | 達者でナ（横井弘/中野忠晴）                                                                                         | 三橋美智也の代表曲を、盆踊りをイメージしたステージセットにて中村が熱唱。間奏部分では、小倉がラップに挑戦。 |
| 6    | セッションだッ!                                          | 忌野清志郎、桑田佳祐、山下洋輔、今野多久郎                                                                       | セッションだッ!(桑田佳祐)                                                                                           | この番組のオリジナル曲であり、作品化されていない。桑田と忌野の対決がメインで二人が、山下が弾いていた1000万円のスタインウェイのピアノにバケツの水をぶっかける、物を投げつける等暴挙を働く。作詞・作曲は桑田。                                   |
| 7    | A Horse with No Name                                     | KUWATA BAND、THE ALFEE、チェッカーズ                                                                             | 名前のない馬(ディウィー・バンネル)                                                                                  | アメリカのヒット曲を、セットの無い剥き出しのスタジオに1ヶ所に固まっての撮影（詳細は後述）。ギターは5人（坂崎幸之助・高見沢・河内・武内享・藤井尚之）、リードボーカルは3人（坂崎→藤井郁弥→桑田の順）。他の楽器はKUWATA BANDのメンバーのみ演奏。 |
| 8    | 長崎は今日も雨だった - Dedicate to BEACH BOYS            | BEACH FIVE（泉谷しげる、吉川晃司、桑田佳祐、高見沢俊彦、中村雅俊）、松田弘、琢磨仁                               | 長崎は今日も雨だった（永田貴子、彩木雅夫） サーファー・ガール（ブライアン・ウィルソン）                             | 内山田洋とクール・ファイブとビーチ・ボーイズのマッシュアップによるコラボレーション。リードボーカルは桑田、コーラスは吉川・中村・泉谷・高見沢（兼ギター）、ベースは琢磨、ドラムは松田。                                                         |
| 8    | 長崎は今日も雨だった - Dedicate to BEACH BOYS            | （表記無し） | 長崎は今日も雨だった（永田貴子、彩木雅夫） サーファー・ガール（ブライアン・ウィルソン）                             | 内山田洋とクール・ファイブとビーチ・ボーイズのマッシュアップによるコラボレーション。リードボーカルは桑田、コーラスは吉川・中村・泉谷・高見沢（兼ギター）、ベースは琢磨、ドラムは松田。                                                         |
| 9    | 別れても好きな人 - Dedicate to SANTANA                   | SANTA★NA（鈴木雅之、桜井賢）、KUWATA BAND                                                                        | 別れても好きな人（佐々木勉） ブラック・マジック・ウーマン（ピーター・グリーン/ガボール・ザボ）                      | ロス・インディオス&シルヴィアとサンタナのマッシュアップ(曲中に同じくサンタナの曲である「Oye Como Va」が織り込まれている)。鈴木が「ブラック…」、桜井が「別れても…」のボーカルを担当。KUWATA BANDでの参加だが、桑田は不参加。                    |
| 9    | 別れても好きな人 - Dedicate to SANTANA                   | 河内淳一 | 別れても好きな人（佐々木勉） ブラック・マジック・ウーマン（ピーター・グリーン/ガボール・ザボ）                      | ロス・インディオス&シルヴィアとサンタナのマッシュアップ(曲中に同じくサンタナの曲である「Oye Como Va」が織り込まれている)。鈴木が「ブラック…」、桜井が「別れても…」のボーカルを担当。KUWATA BANDでの参加だが、桑田は不参加。                    |
| 10   | 年下の男の子 - Dedicate to CHORDETTES                    | アンルイス、原由子、松任谷由実                                                                                   | 年下の男の子（千家和也/穂口雄右） ミスター・サンドマン（パット・バラード）                                          | アン・原・松任谷の女性3人組によるキャンディーズとザ・コーデッツのマッシュアップ。アメリカ海兵隊風のミリタリールックの衣装にて披露。 |
| 10   | 年下の男の子 - Dedicate to CHORDETTES                    | 戸田誠司（Shi-shonen） コーラスアレンジ：八木正生                                                                | 年下の男の子（千家和也/穂口雄右） ミスター・サンドマン（パット・バラード）                                          | アン・原・松任谷の女性3人組によるキャンディーズとザ・コーデッツのマッシュアップ。アメリカ海兵隊風のミリタリールックの衣装にて披露。 |
| 11   | さんまのまんま                                           | 明石家さんま、KUWATA BAND                                                                                        | さんまのまんま(KUWATA BAND・明石家さんま）                                                                          | KUWATA BANDが以前「さんまのまんま」（関西テレビ）に出演した際に、さんまと共に作り上げた曲を、放送しているスタジオのその場で披露。桑田とさんまのツインボーカル。後に中森明菜によって振付が加えられている。                                      |
| 11   | さんまのまんま                                           | KUWATA BAND | さんまのまんま(KUWATA BAND・明石家さんま）                                                                          | KUWATA BANDが以前「さんまのまんま」（関西テレビ）に出演した際に、さんまと共に作り上げた曲を、放送しているスタジオのその場で披露。桑田とさんまのツインボーカル。後に中森明菜によって振付が加えられている。                                      |
| 12   | I Wish I Was in New Orleans（想い出のニューオリンズ）    | 石橋凌、小林克也、桑田佳祐                                                                                       | 想い出のニューオリンズ（トム・ウェイツ）                                                                            | モノクロ画像。石橋・小林・桑田のトリプル・ボーカルで、トム・ウェイツの歌い方を意識した歌い方で披露。バンドの前では、歌や演奏を全く弾いていない男達が、タバコを吸いながら麻雀卓を囲み麻雀をしている。                                           |
| 12   | I Wish I Was in New Orleans（想い出のニューオリンズ）    | KUWATA BAND ストリングスアレンジ：広瀬裕美子 サックスアレンジ：苫米地義久                                        | 想い出のニューオリンズ（トム・ウェイツ）                                                                            | モノクロ画像。石橋・小林・桑田のトリプル・ボーカルで、トム・ウェイツの歌い方を意識した歌い方で披露。バンドの前では、歌や演奏を全く弾いていない男達が、タバコを吸いながら麻雀卓を囲み麻雀をしている。                                           |
| 13   | 一緒に暮らそう                                           | 松任谷由実 | 一緒に暮らそう（松任谷由実）                                                                                        | ユーミンが、ツアーで一緒のバンドと共に、スタジオから曲を披露。 |
| 13   | 一緒に暮らそう                                           | 武部聡志 | 一緒に暮らそう（松任谷由実）                                                                                        | ユーミンが、ツアーで一緒のバンドと共に、スタジオから曲を披露。 |
| 14   | Help!                                                    | 氷室京介、吉川晃司                                                                                               | ヘルプ!（レノン＝マッカートニー）                                                                                   | 演奏はBOØWY。ビートルズの曲をテンポを上げ、ロックテイストを強くしたアレンジとなっている。映像出演は、氷室と吉川のみ。ホモセクシャルを意識した妖艶な演出となっている。                                                                          |
| 14   | Help!                                                    | BOØWY、吉川晃司                                                                                                  | ヘルプ!（レノン＝マッカートニー）                                                                                   | 演奏はBOØWY。ビートルズの曲をテンポを上げ、ロックテイストを強くしたアレンジとなっている。映像出演は、氷室と吉川のみ。ホモセクシャルを意識した妖艶な演出となっている。                                                                          |
| 15   | Let's Spend the Night Together                           | ロッケストラ | 夜をぶっとばせ（ジャガー＝リチャーズ）                                                                              | ロッケストラの演奏第2弾ではローリング・ストーンズを披露。前の曲ではリード部分が無かった、ストーンズ好きの鮎川のリードギターが聴ける。 |
| 15   | Let's Spend the Night Together                           | （表記無し） | 夜をぶっとばせ（ジャガー＝リチャーズ）                                                                              | ロッケストラの演奏第2弾ではローリング・ストーンズを披露。前の曲ではリード部分が無かった、ストーンズ好きの鮎川のリードギターが聴ける。 |
| 16   | 第九交響曲 - ROLL OVER BEETHOVEN                         | 忌野清志郎 | 交響曲第9番（ルートヴィヒ・ヴァン・ベートーヴェン）                                                                 | 日本ではクリスマス時期恒例となっている第九を、忌野がコーラス隊をバックに披露。「ロール・オーバー・ベートーヴェン」（チャック・ベリー）のタイトルはあるが、チャック・ベリーの曲は使用されていない。                                             |
| 16   | 第九交響曲 - ROLL OVER BEETHOVEN                         | 小島良喜 | 交響曲第9番（ルートヴィヒ・ヴァン・ベートーヴェン）                                                                 | 日本ではクリスマス時期恒例となっている第九を、忌野がコーラス隊をバックに披露。「ロール・オーバー・ベートーヴェン」（チャック・ベリー）のタイトルはあるが、チャック・ベリーの曲は使用されていない。                                             |
| 17   | Kissin' Christmas (クリスマスだからじゃない)             | 全員 | Kissin' Christmas (クリスマスだからじゃない)（松任谷由実/桑田佳祐）                                                 | スタジオにいるメンバーで番組放送中も何度もリハを重ね、最後に全員（VTRのみのチェッカーズ・忌野・THE ALFEE・BOØWYはBメロ部分と間奏後の大サビに歌っている映像を挟みながら）披露された。                                                           |
| 17   | Kissin' Christmas (クリスマスだからじゃない)             | KUWATA BAND | Kissin' Christmas (クリスマスだからじゃない)（松任谷由実/桑田佳祐）                                                 | スタジオにいるメンバーで番組放送中も何度もリハを重ね、最後に全員（VTRのみのチェッカーズ・忌野・THE ALFEE・BOØWYはBメロ部分と間奏後の大サビに歌っている映像を挟みながら）披露された。                                                           |

### 1987年
単発特別番組枠『木曜スペシャル』枠で放送。
スタジオ出演
明石家さんま（司会）、KUWATA BAND（桑田佳祐・河内淳一・今野多久郎・琢磨仁・小島良喜・松田弘）、松任谷由実、アン・ルイス、吉川晃司、小林克也、鈴木雅之、鈴木聖美、中村雅俊、Char、DEKAPAN（依田稔）、泉谷しげる、小泉今日子（途中から）、高中正義（13曲目のみ）
VTR出演
忌野清志郎、THE ALFEE（坂崎と桜井のみ）、山下洋輔、石橋凌、三宅裕司、小倉久寛、スーパー・エキセントリック・シアター、米米CLUB、SUE CREAM SUE、BARBEE BOYS、BAKUFU-SLUMP、古舘伊知郎、前田亘輝、渡辺美里、新田一郎、青山未央
| 曲順 | タイトル                                                     | 出演者 | オリジナル曲 （作詞/作曲） | 内容 |
| 曲順 | タイトル                                                     | 編曲 | オリジナル曲 （作詞/作曲） | 内容 |
| 1    | Come Together                                                | 全員 | カム・トゥゲザー（レノン＝マッカートニー） | 番組のオープニング。前回同様、出演者全員が1曲をメドレー形式にてつないで歌っている。 |
| 1    | Come Together                                                | KUWATA BAND | カム・トゥゲザー（レノン＝マッカートニー） | 番組のオープニング。前回同様、出演者全員が1曲をメドレー形式にてつないで歌っている。 |
| 2    | MERRY X'MAS IN SUMMER 〜 Happy Xmas (War Is Over)            | KUWATA BAND、アンルイス、吉川晃司、鈴木雅之、鈴木聖美、小林克也、松任谷由実、中村雅俊、CHAR、DEKAPAN、泉谷しげる | MERRY X'MAS IN SUMMER（桑田佳祐） ハッピー・クリスマス（戦争は終った）（ジョン・レノン） | 「MERRY X'MAS IN SUMMER」からジョン・レノンの「ハッピー・クリスマス」をメドレー歌い、ハッピー・クリスマスの曲中に桑田がスタジオに来たメンバーを紹介していった。 |
| 2    | MERRY X'MAS IN SUMMER 〜 Happy Xmas (War Is Over)            | KUWATA BAND | MERRY X'MAS IN SUMMER（桑田佳祐） ハッピー・クリスマス（戦争は終った）（ジョン・レノン） | 「MERRY X'MAS IN SUMMER」からジョン・レノンの「ハッピー・クリスマス」をメドレー歌い、ハッピー・クリスマスの曲中に桑田がスタジオに来たメンバーを紹介していった。 |
| 3    | TWIST&SHOUT                                                  | ロッケストラ （KUWATA BAND、アン・ルイス、鮎川誠 、DEKAPAN、Char、BARBEE BOYS、BAKUFU-SLUMP）                    | ツイスト・アンド・シャウト（バート・ラッセル・バーンズ/フィル・メドレー） ？（？） | トップ・ノーツの楽曲をビートルズのカバーによって有名になった曲を、間奏にもう1曲(「Birthday」- The Beatles『White Album』)を挟んで披露。ヴォーカル5人+ギター6人+ベース3名+ドラム3名+キーボード1名+パーカッション1名という総勢19名のスペシャルバンド。 |
| 3    | TWIST&SHOUT                                                  | （表記無し） | ツイスト・アンド・シャウト（バート・ラッセル・バーンズ/フィル・メドレー） ？（？） | トップ・ノーツの楽曲をビートルズのカバーによって有名になった曲を、間奏にもう1曲(「Birthday」- The Beatles『White Album』)を挟んで披露。ヴォーカル5人+ギター6人+ベース3名+ドラム3名+キーボード1名+パーカッション1名という総勢19名のスペシャルバンド。 |
| 4    | スクランブル四重合唱                                         | 前田亘輝、坂崎幸之助、鈴木聖美、鈴木雅之                                                                         | ジングルベル（ジェームズ・ピアポント） 青い影（ゲイリー・ブルッカー、キース・リード、マシュー・フィッシャー） 竹田の子守唄（詞、曲共に作者不明） レット・イット・ビー（レノン＝マッカートニー） 好きにならずにいられない（ジョージ・デヴィッド・ワイス、ヒューゴ・ペレッティ、ルイージ・クレイトアー） ?(?/?) | プロコル・ハルム、ビートルズ、エルヴィス・プレスリーと日本の民謡による四重合唱。「青い影」を前田、「竹田の」を坂崎、「レット…」を聖美、「好きに…」を雅之が担当、それぞれ1番を順番に歌い終わった後に、間奏にクリスマスソングを挟み、4人同時に歌うという手法が取られた。 |
| 4    | スクランブル四重合唱                                         | 小林武史 | ジングルベル（ジェームズ・ピアポント） 青い影（ゲイリー・ブルッカー、キース・リード、マシュー・フィッシャー） 竹田の子守唄（詞、曲共に作者不明） レット・イット・ビー（レノン＝マッカートニー） 好きにならずにいられない（ジョージ・デヴィッド・ワイス、ヒューゴ・ペレッティ、ルイージ・クレイトアー） ?(?/?) | プロコル・ハルム、ビートルズ、エルヴィス・プレスリーと日本の民謡による四重合唱。「青い影」を前田、「竹田の」を坂崎、「レット…」を聖美、「好きに…」を雅之が担当、それぞれ1番を順番に歌い終わった後に、間奏にクリスマスソングを挟み、4人同時に歌うという手法が取られた。 |
| 5    | セッションだッ! DEATH MATCH                                  | 忌野清志郎、桑田佳祐、泉谷しげる、山下洋輔、今野多久郎、古舘伊知郎                                               | セッションだッ!(桑田佳祐) | 前年に続き、桑田と忌野の対決。プロレスリングを使用し、今度は泉谷が乱入、古舘が実況を勤めた。山下が弾いていたピアノは、前年以上に惨憺たる姿に。古館からは「予定調和の大乱闘」と言われた。泉谷が振り回した竹刀が桑田の股間に当たったが、収録中は痛みに耐えながら歌唱し、収録が終わると桑田は楽屋で「タマが奥に入っちゃった。泉谷さんひどいよ」などと述べ、泉谷も「ごめん、大丈夫?」と桑田を心配して楽屋を訪れたことが音楽ライターの大畑幸子によって語られた。 |
| 5    | セッションだッ! DEATH MATCH                                  | 忌野清志郎、桑田佳祐、山下洋輔、今野多久郎                                                                       | セッションだッ!(桑田佳祐) | 前年に続き、桑田と忌野の対決。プロレスリングを使用し、今度は泉谷が乱入、古舘が実況を勤めた。山下が弾いていたピアノは、前年以上に惨憺たる姿に。古館からは「予定調和の大乱闘」と言われた。泉谷が振り回した竹刀が桑田の股間に当たったが、収録中は痛みに耐えながら歌唱し、収録が終わると桑田は楽屋で「タマが奥に入っちゃった。泉谷さんひどいよ」などと述べ、泉谷も「ごめん、大丈夫?」と桑田を心配して楽屋を訪れたことが音楽ライターの大畑幸子によって語られた。 |
| 6    | 愛のさざ波 - Dedicate to "CHIYOKO"                           | アンルイス、小泉今日子、松任谷由実                                                                               | 愛のさざなみ(なかにし礼/浜口庫之助) 愛のためいき (ユージン・マクダニエルズ) | 島倉千代子のヒット曲を、アン、小泉、松任谷の3人が振袖姿を披露。イントロや曲中に、ロバータ・フラックの「愛のためいき」が織り込まれている。 |
| 6    | 愛のさざ波 - Dedicate to "CHIYOKO"                           | （表記無し） | 愛のさざなみ(なかにし礼/浜口庫之助) 愛のためいき (ユージン・マクダニエルズ) | 島倉千代子のヒット曲を、アン、小泉、松任谷の3人が振袖姿を披露。イントロや曲中に、ロバータ・フラックの「愛のためいき」が織り込まれている。 |
| 7    | 2人のFOUR SEASONS Dedicate to "NOBORU"                       | 泉谷しげる、渡辺美里、琢磨仁                                                                                     | 2人のFOUR SEASONS(桑田佳祐+泉谷しげる/桑田佳祐) | この番組のオリジナル曲であり、作品化されていない。NOBORUとは、当時総理大臣だった竹下登のこと。泉谷と渡辺のさわやかな歌唱の間に、竹下の少年時代から政治家になるまでの生い立ちの写真や「ふるさと創生事業」の記者会見の模様を交えた。歌詞は男女の愛情表現や故郷への思いと、竹下内閣への風刺のダブル・ミーニングにとれる内容となっている。 |
| 7    | 2人のFOUR SEASONS Dedicate to "NOBORU"                       | 小林武史 | 2人のFOUR SEASONS(桑田佳祐+泉谷しげる/桑田佳祐) | この番組のオリジナル曲であり、作品化されていない。NOBORUとは、当時総理大臣だった竹下登のこと。泉谷と渡辺のさわやかな歌唱の間に、竹下の少年時代から政治家になるまでの生い立ちの写真や「ふるさと創生事業」の記者会見の模様を交えた。歌詞は男女の愛情表現や故郷への思いと、竹下内閣への風刺のダブル・ミーニングにとれる内容となっている。 |
| 8    | リンゴ追分 - Dedicate to "HIBARI"                            | 中村雅俊、小倉久寛、三宅祐司、スーパー・エキセントリック・シアター                                               | リンゴ追分(小沢不二夫/米山正夫) | 前年に続き盆踊りをイメージした内容だが、途中に記者会見の生中継の演出が入った。 |
| 8    | リンゴ追分 - Dedicate to "HIBARI"                            | （表記無し） | リンゴ追分(小沢不二夫/米山正夫) | 前年に続き盆踊りをイメージした内容だが、途中に記者会見の生中継の演出が入った。 |
| 9    | 函館の女 〜I feel good - Dedicate to JAMES BROWN             | 鈴木雅之、桜井賢                                                                                                 | I Got You (I Feel Good)(ジェームス・ブラウン) 函館の女（星野哲郎/島津伸男） | 前年好評だった鈴木と桜井のコラボレーションを、ジェームス・ブラウンと北島三郎の楽曲で再演。 |
| 9    | 函館の女 〜I feel good - Dedicate to JAMES BROWN             | 河内淳一 | I Got You (I Feel Good)(ジェームス・ブラウン) 函館の女（星野哲郎/島津伸男） | 前年好評だった鈴木と桜井のコラボレーションを、ジェームス・ブラウンと北島三郎の楽曲で再演。 |
| 10   | 星降る街角 〜Jumpin' Jack Flash - Dedicate to ROLLING STONES | Char・米米CLUB                                                                                                   | ジャンピン・ジャック・フラッシュ（ジャガー=リチャーズ） 星降る街角（日高仁） | ローリング・ストーンズと敏いとうとハッピー&ブルーのコラボレーション。ストーンズをCharが担当しているが、全楽器演奏、コーラスまでChar一人で行なった。途中Charとカールスモーキー石井がボーカルを変えるシーンもある。ジェームス小野田は最後に出るだけで、歌唱は無し。 |
| 10   | 星降る街角 〜Jumpin' Jack Flash - Dedicate to ROLLING STONES | 河内淳一 | ジャンピン・ジャック・フラッシュ（ジャガー=リチャーズ） 星降る街角（日高仁） | ローリング・ストーンズと敏いとうとハッピー&ブルーのコラボレーション。ストーンズをCharが担当しているが、全楽器演奏、コーラスまでChar一人で行なった。途中Charとカールスモーキー石井がボーカルを変えるシーンもある。ジェームス小野田は最後に出るだけで、歌唱は無し。 |
| 11   | きよしこの夜                                                 | 吉川晃司、明石家さんま                                                                                           | きよしこの夜（ヨゼフ・モール) | 吉川とさんまによる、教会をメインとしたホモセクシャルの演出。 |
| 11   | きよしこの夜                                                 | 小林武史 | きよしこの夜（ヨゼフ・モール) | 吉川とさんまによる、教会をメインとしたホモセクシャルの演出。 |
| 12   | TAKE FIVE                                                    | 桜井賢、坂崎幸之助、サンプラザ中野、パッパラー河合、新田一郎、桑田佳祐、河内淳一                                 | テイク・ファイヴ（ポール・デスモンド） | デイヴ・ブルーベック・カルテットのジャズナンバーに、桑田がジャズサックスプレイヤー五十嵐明要の協力のもと作詞をし、6人でドゥーワップにて披露。途中バックバンドが演奏に加わるアレンジが施されている。桑田が作詞を担当しているが、本人が「春歌風の歌詞を付けた」と語る通り、歌詞の内容はかなり卑猥。 |
| 12   | TAKE FIVE                                                    | 八木正生 | テイク・ファイヴ（ポール・デスモンド） | デイヴ・ブルーベック・カルテットのジャズナンバーに、桑田がジャズサックスプレイヤー五十嵐明要の協力のもと作詞をし、6人でドゥーワップにて披露。途中バックバンドが演奏に加わるアレンジが施されている。桑田が作詞を担当しているが、本人が「春歌風の歌詞を付けた」と語る通り、歌詞の内容はかなり卑猥。 |
| 13   | 恋人がサンタクロース                                         | 松任谷由実、高中正義                                                                                             | 恋人がサンタクロース（松任谷由実） | 前年に続き、ツアーメンバーを従えての歌唱。2番が終了した後、高中が登場。 |
| 13   | 恋人がサンタクロース                                         | 中島睦 | 恋人がサンタクロース（松任谷由実） | 前年に続き、ツアーメンバーを従えての歌唱。2番が終了した後、高中が登場。 |
| 14   | WONDERFUL TONIGHT                                            | 石橋凌、小林克也、桑田佳祐、青山未央                                                                             | ワンダフル・トゥナイト（エリック・クラプトン） | 前年に続き、3人の歌を全く聞いていない場所での歌唱で、場所はストリップ劇場。本物のストリップ嬢の青山未央が出演し、観客と3人の目の前で演技した。 |
| 14   | WONDERFUL TONIGHT                                            | 原田末秋 | ワンダフル・トゥナイト（エリック・クラプトン） | 前年に続き、3人の歌を全く聞いていない場所での歌唱で、場所はストリップ劇場。本物のストリップ嬢の青山未央が出演し、観客と3人の目の前で演技した。 |
| 15   | 第九交響曲 - ROLL OVER BEETHOVEN                             | 忌野清志郎 | 交響曲第9番（ルートヴィヒ・ヴァン・ベートーヴェン） | この時は時代劇のセットをバックに歌っているが、サンタクロースが出てきたり、バニーガールとパーティーをしていたり、果てには「桑田おぼえてろー!」「チャンネル変えろー!すぐに消せー!」等の発言まで出た。 |
| 15   | 第九交響曲 - ROLL OVER BEETHOVEN                             | 小島良喜 | 交響曲第9番（ルートヴィヒ・ヴァン・ベートーヴェン） | この時は時代劇のセットをバックに歌っているが、サンタクロースが出てきたり、バニーガールとパーティーをしていたり、果てには「桑田おぼえてろー!」「チャンネル変えろー!すぐに消せー!」等の発言まで出た。 |
| 16   | Kissin' Christmas (クリスマスだからじゃない)                 | 全員 | Kissin' Christmas (クリスマスだからじゃない)（松任谷由実/桑田佳祐） | スタジオにいるメンバー最後に全員で披露された。また曲のエンディングには、各楽曲で撮影されたメンバー同士による乾杯のシーンが放送された。 |
| 16   | Kissin' Christmas (クリスマスだからじゃない)                 | KUWATA BAND | Kissin' Christmas (クリスマスだからじゃない)（松任谷由実/桑田佳祐） | スタジオにいるメンバー最後に全員で披露された。また曲のエンディングには、各楽曲で撮影されたメンバー同士による乾杯のシーンが放送された。 |

## その他
- 現在では日本テレビにレギュラー番組（『踊る!さんま御殿!!』）を持っているさんまではあるが、この番組が放送された当時は“フジっ子”といわれており、日テレに出演することは珍しかった。
- 1986年の「名前の無い馬」はスタジオの一角で演奏した映像が使用されたが、本来は正式に組まれたセットで演奏する予定がどうも映像がしっくりと来なかった（桑田はこれについて「事故で」と説明している）ことから、止むを得ず薄暗いスタジオの片隅に全員が集まって演奏したところ、映像として殊の外良いものとなった為、このテイクが放映されることとなった。
- 1987年には、桑田のプロデュースをしていた小林武史が「スクランブル四重合唱」「二人のFour Seasons」「愛のさざ波」「きよしこの夜」で編曲家として参加。
- 1987年の「TAKE FIVE」で、THE ALFEEの桜井賢の名前が「KEN SAKURAI」と誤って表記されている（本来は「MASARU SAKURAI」が正しい）。
- また、1987年放送回のスポンサーはメイン提供である出光興産のほか、花王・明治製菓などの通常時間枠である「木曜スペシャル」と同じスポンサーだった。

## 影響
- この番組の制作会社であるフルハウステレビプロデュース（現：ハウフルス）はこの番組の制作費が嵩んで、倒産寸前となった。
- 2012年の三池崇史監督による映画『愛と誠』は、 脚本の宅間孝行が高校生のときテレビで観た本番組の世界観を取り入れて脚本を書いた[3]。音楽もこの番組に参加していた小林武史に頼んだという[3]。
- 2018年12月31日には『第69回NHK紅白歌合戦』で桑田とユーミンが当番組以来31年ぶりに共演。「勝手にシンドバッド」の歌唱中に実現したツーショットが話題となる[4]。2019年6月に東京ドームで行われたサザンの全国ツアーの最終日にユーミンが観覧、双方のSNSにサザンとユーミンが楽屋で集合した写真が掲載された[5][6]。
- 現在も桑田は自身のラジオで度々ユーミンに対する尊敬の念を語ることがある[7][8]。ライブ『ひとり紅白歌合戦』などで楽曲をカバーすることもある[9]。

## スタッフ

### 1986年
- 企画：桑田佳祐、菊池仁志
- 演出：菅原正豊
- 構成：長谷川勝士、まちやま広美、浜田悠、小山薫堂、日野原幼記、景山民夫
- タイトルデザイン：太田和彦
- 音楽プロデューサー：KUWATA BAND
- プロデューサー：菅原正豊（フルハウステレビプロデュース）、横山元一（アミューズ）、増田一穂（日本テレビ） / KUWATA BAND
- チーフプロデューサー：菊池仁志（電通）
- 制作：電通 / フルハウステレビプロデュース、アミューズ
- 製作著作：日本テレビ

### 1987年
- 企画：アミューズ、電通
- 構成：長谷川勝士、まちやま広美、佐々木勝俊、浜田悠、日野原幼紀
- タイトルデザイン：太田和彦
- 音楽プロデューサー：今野多久郎
- 演出協力：ザ・ワークス
- 制作協力：アミューズ、フルハウステレビプロデュース、NTV映像センター、電通
- 総合演出：菅原正豊（フルハウステレビプロデュース）
- プロデューサー：増田一穂（日本テレビ） / 横山元一（アミューズ）、一丸周也（NTV映像センター）、島本雄二（電通）
- 制作：遠藤克彦（日本テレビ）、高橋進（日本テレビ）
- 製作著作：日本テレビ